# Крупки
Крупки (блр. Крупкі; рус. Кру́пки) је град у Белорусији и административни је центар Крупкијског рејона Минске области.
Град лежи на надморској висини од 174 м и налази се на 137 км источно од главног града земље Минска. Кроз град протиче река Бобр, лева притока Беразине.

## Историја
Тачан датум оснивања насеља Купки није познат. Насеље је основано 1067, а први писани подаци о граду потичу из 1575. године. Насеље је 1793. постало саставни део Руске Империје. Године 1900. постаје административни центар рејона и добија властито веће.
Према подацима из 1895. у тадашњој варошици је живело око 1.800 становника у 166 домаћинстава, углавном Јеврејског порекла.
Током Другог светског рата Нацисти су у граду оформили гето у којем је убијено преко 1.000 људи, зглавном Јевреја. Црвена армија ослободила је град током јуна 1944. године.
Током Чернобиљске нуклеарне хаварије подручје око града је било загађено високим нивоом радијације.